# Население Николаева
Население Николаева по состоянию на 1 марта 2020 года составило 480,1 тыс. человек или около 42 % населения Николаевской области. В начале 2014 года по численности населения среди городов Украины Николаев занимал 9-е место. Пик численности населения города был зарегистрирован в ходе последней советской переписи 1989 года и составил 523 812 человек. С тех пор людность города неуклонно снижается из-за интенсивной естественной убыли.

## Общегородская динамика численности
| Год  | Численность населения |
| ---- | --------------------- |
| 1792 | 1 566                 |
| 1863 | 64 600                |
| 1897 | 92 012                |
| 1911 | 105 000               |
| 1923 | 81 000                |
| 1926 | 104 909               |
| 1939 | 168 676               |
| 1959 | 226 207               |
| 1964 | 272 000               |
| 1966 | 289 000               |
| 1970 | 331 037               |
| 1979 | 439 915               |
| 1989 | 523 812               |
| 2001 | 514 136               |
| 2007 | 507 404               |
| 2012 | 497 032               |
| 2013 | 496 188               |
| 2014 | 494 922               |
| 2017 | 490 762               |
| 2018 | 486 255               |
| 2019 | 483 186               |
| 2020 | 480 080               |

## Динамика численности населения районов города
Динамика численности населения районов Николаева в 1959—2008 гг.
| Район       | 1959    | 1970    | 1979    | 1989    | 2001    | 2008    |
| ----------- | ------- | ------- | ------- | ------- | ------- | ------- |
| Заводской   | 40 292  | 73 359  | 115 567 | 131 778 | 132 341 | 131 569 |
| Корабельный | -       | -       | 59 489  | 85 018  | 83 457  | 79 896  |
| Ингульский  | 101 930 | 136 945 | 137 046 | 148 814 | 144 127 | 142 288 |
| Центральный | 83 985  | 120 733 | 127 813 | 137 166 | 154 211 | 152 628 |
| Николаев    | 226 207 | 331 037 | 439 915 | 502 776 | 514 136 | 506 381 |

## Национальный состав населения Николаева в 1926—2001 гг
|          | 1926   | 1939   | 1959   | 2001   |
| украинцы | 29,9 % | 49,7 % | 59,7 % | 72,7 % |
| русские  | 44,6 % | 31,0 % | 30,3 % | 23,1 % |
| евреи    | 20,8 % | 15,2 % | 6,8 %  | 0,5 %  |
| белорусы | 0,3 %  | 0,7 %  | 1,0 %  | 0,8 %  |
| болгары  | 0,2 %  | 0,6 %  | 0,6 %  | 0,8 %  |
| поляки   | 1,7 %  |        |        |        |
| немцы    | 1,1 %  | 0,9 %  | 0,1 %  |        |

## Языковой состав
| Язык       | 1897 | 1926 | 1989 | 2001 |
| ---------- | ---- | ---- | ---- | ---- |
| Украинский | 8,5  | 10,3 | 36,5 | 42,2 |
| Русский    | 66,3 | 77,8 | 62,0 | 56,8 |
| Идиш       | 19,5 | 9,3  | 0,1  | 0,0  |

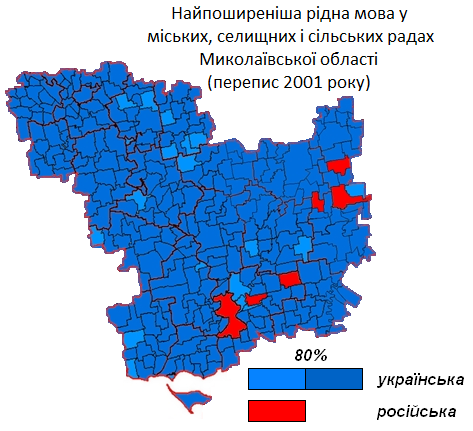
Языковая карта Николаевской области по переписи 2001 года. Преимущественно русскоязычный Николаев окружён преимущественно украиноязычной сельской местностью.

По данным переписи 1897 года, Николаев, входя в состав преимущественно украиноязычного Херсонского уезда, являлся преимущественно русскоязычным городом:
| Язык                       | Численность, чел. | Доля     |
| -------------------------- | ----------------- | -------- |
| Русский («великорусский»)  | 61 023            | 66,31 %  |
| Идиш («еврейский»)         | 17 949            | 19,51 %  |
| Украинский («малорусский») | 7 780             | 8,46 %   |
| Польский                   | 2 612             | 2,84 %   |
| Другие                     | 2 648             | 2,88 %   |
| Итого                      | 92 012            | 100,00 % |

Родной язык населения по данным переписи 2001 года:
| Язык       | Численность, чел. | Доля     |
| ---------- | ----------------- | -------- |
| Украинский | 214 710           | 42,17 %  |
| Русский    | 289 224           | 56,81 %  |
| Другое     | 5 168             | 1,02 %   |
| Итого      | 509 102           | 100,00 % |

Языковой состав районов Николаева по переписи 2001 года, %
|                 | русский | украинский | болгарский | армянский |
| --------------- | ------- | ---------- | ---------- | --------- |
| Заводской р-н   | 61,7    | 37,5       | 0,04       | 0,15      |
| Корабельный р-н | 43,8    | 55,2       | 0,04       | 0,30      |
| Ленинский р-н   | 60,9    | 38,4       | 0,04       | 0,16      |
| Центральный р-н | 56,0    | 42,7       | 0,75       | 0,13      |
| Николаев        | 56,8    | 42,2       | 0,25       | 0,17      |

После принятия в 2012 году закона «Об основах государственной языковой политики» преобладание русского языка в городе послужило поводом придания ему статуса регионального. В июле 2018 года русский язык в Николаевской области был лишен статуса регионального путём удовлетворения иска первого заместителя прокурора Николаевской области в Николаевском Окружном Административном Суде. 8 июля 2021 года Николаевский окружной админсуд отменил решение Николаевского городского совета о предоставлении русскому языку статуса регионального в Николаеве.
Украинский язык является единственным официальным языком Николаева и Николаевской области.
Вторжение России на Украину спровоцировало новую волну украинизации в городе, всё больше людей предпочитают говорить на украинском языке. Согласно опросу, проведённому Международным республиканским институтом в апреле-мае 2023 года, на украинском дома разговаривали 30 % населения города, на русском — 61 %.
Согласно опросу, проведённому Международным республиканским институтом в апреле-мае 2024 года, на украинском дома разговаривали 49 % населения города, на русском — 75 % (в отличие от опроса 2023 года был разрешён выбор нескольких вариантов).
17 июня 2022 года исполнительный комитет Николаевского городского совета принял решение о запрете использования русского языка в коммунальных учреждениях общего среднего образования г. Николаева с 1 сентября 2022 года.
По данным Государственной службы статистики Украины в 2023/24 учебном году все 105 654 учащихся в учреждениях общего среднего образования в Николаевской области обучались в украиноязычных классах.